# Microscop cu efect tunel

Schema de funcționare a unui STM

Microscopul cu efect tunel (STM, din engleză Scanning tunneling microscope) este un tip de microscop utilizat pentru a obține imagini de la nivel atomic. Gerd Binnig și Heinrich Rohrer au primit Premiul Nobel pentru Fizică în anul 1986 pentru dezvoltarea acestuia. STM determină suprafața utilizând un vârf conductor electric, care are capacitatea de a distinge caracteristici mai mici de 0,1 nm și având o rezoluție de adâncime de 0,01 nm (10 pm). Cu alte cuvinte, STM permite observarea și manipularea atomilor individuali. Majoritatea microscoapelor sunt construite pentru a fi utilizate în vid ultra-înalt, la temperaturi apropiate de 0 Kelvin, însă există și tipuri care se pot utiliza la temperaturi de peste 1000 °C.